# South Africa International 2011
Die South Africa International 2011 im Badminton fanden vom 1. bis zum 4. Dezember 2011 in Pretoria statt.

## Sieger und Platzierte
| Disziplin    | Gold                        | Silber                          | Bronze                             |
| ------------ | --------------------------- | ------------------------------- | ---------------------------------- |
| Herreneinzel | Pedro Martins               | Edwin Ekiring                   | Michael Lahnsteiner                |
| Herreneinzel | Pedro Martins               | Edwin Ekiring                   | Jan Fröhlich                       |
| Dameneinzel  | Özge Bayrak                 | Telma Santos                    | Victoria Na                        |
| Dameneinzel  | Özge Bayrak                 | Telma Santos                    | Neslihan Yiğit                     |
| Herrendoppel | Dorian James Willem Viljoen | Chris Dednam Enrico James       | Ivan Botha Ian Edwards             |
| Herrendoppel | Dorian James Willem Viljoen | Chris Dednam Enrico James       | Andries Malan James Hilton McManus |
| Damendoppel  | Özge Bayrak Neslihan Yiğit  | Michelle Edwards Annari Viljoen | Karen Foo Kune Kate Foo Kune       |
| Damendoppel  | Özge Bayrak Neslihan Yiğit  | Michelle Edwards Annari Viljoen | Stacey Doubell Jade Morgan         |
| Mixed        | Chris Dednam Annari Viljoen | Enrico James Stacey Doubell     | Dorian James Michelle Edwards      |
| Mixed        | Chris Dednam Annari Viljoen | Enrico James Stacey Doubell     | Jimmy Rujevic Elme de Villiers     |